# 蘋果肉桂脆片

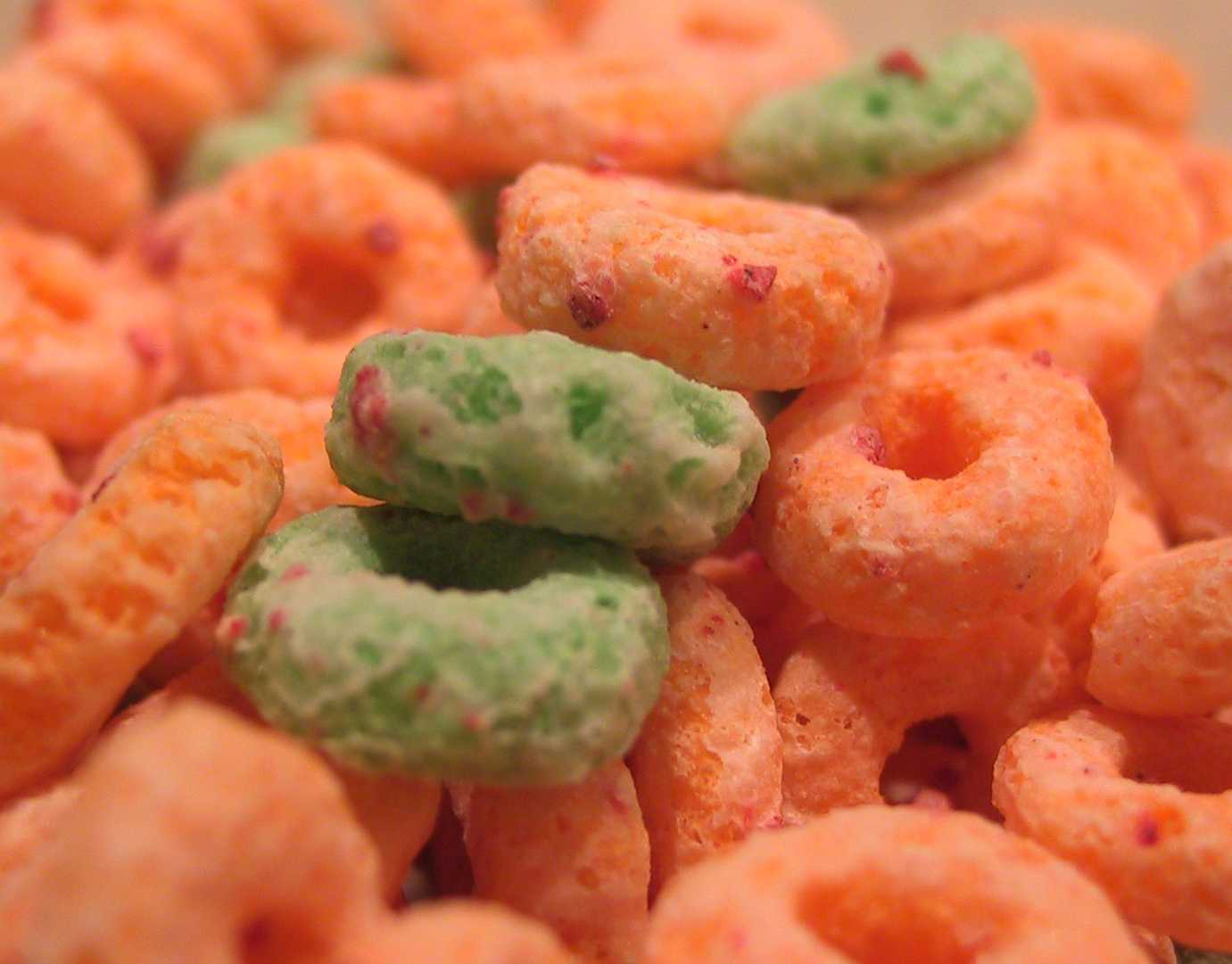
Apple Jacks

蘋果肉桂脆片（英語：Apple Jacks）是美國家樂事公司所生產的穀片食品，以兒童為主要銷售對象。它是威廉·席利（現為麻省理工學院教授）的發明，1965年以「Apple O's」為名首度在美國上市。1971年，廣告業者將脆片改名「Apple Jacks」。家樂事公司在蘋果肉桂脆片的包裝字樣上，形容它為「香脆、加甜的蘋果肉桂多穀脆片」。
最初，它的脆片全為橘色的小圓圈，並在過去數十年來不斷將色澤改良得更為鮮橘。1998年，家樂事推出綠色的脆片。2003年12月8日，為推廣、促銷產品，家樂事曾把綠色脆片製成「X」形狀，搭配橘色的「O」形狀脆片；2005年夏季，綠色脆片曾變為「8」（雙O）造型。

## 外部連結
- applejacks.com （页面存档备份，存于）